# Кейделл Деніел
Кейделл Деніел (англ. Kadell Daniel, нар. 3 червня 1994, Лондон) — гаянський футболіст, півзахисник клубу «Маргейт». Виступав, зокрема, за клуб «Чарльтон Атлетік», а також національну збірну Гаяни.

## Клубна кар'єра

### Ранні роки
Народився 3 червня 1994 року в місті Лондон. Вихованець футбольної школи клубу «Крістал Пелес». Вперше до заявки команди першої команди потрапив у січні 2012 року на прораний (0:1) поєдинок Кубку Англії проти «Дербі Каунті», проте на футбольне поле так і не вийшов, а єдиним голом у поєдинку відзначився Тео Робінсон. 4 вересня 2013 року, відмовившись від нового контракту з «Пелес», Кейдел підписав 1-річний контракт (з можливістю продовження ще на один сезон) з представником Чемпіоншипу «Чарльтон Атлетік».
Протягом двох років перебування в «Чарльтоні» не зміг закріпитися в першій команді, тому в лютому 2015 року відправився в 1-місячну оренду до «Гейс енд Їдінг Юнайтед». Дебютував у футболці «Гейс» 14 лютого 2015 року в нічийному (1:1) поєдинку проти «Бромлі». Деніел вийшов на поле на 83-й хвилині, замінивши Ріса Маррела-Вілльмсона. 26 березня 2015 року перебрався в оренду до завершення сезон 2014/15 до табору представника Національної Конференції «Торкі Юнайтед». Дебютував у футболці «Торкі» 4 квітня 2015 року в нічийному (1:1) поєдинку проти «Дартфорда». Кейделл вийшов на поле в стартовом складі, а на 83-й хвилині йогозамінив Дюейн Офорі-Ачімпонг. Тиждень по тому, Деніел відзначився дебютним голом за команду в переможному (2:0) поєдинку проти «Олтрінгем», відзначившись у воротах суперника на 22-й хвилині. Після цього відзначився ще одним голом, а по завершенні орендної угоди повернувся до «Чарльтон Атлетік».

### Виступи нижчих лігах Англії
У серпні 2015 року, ставши вільним агентом, підписав 1-річний контракт з «Вокінгом». У новій команді дебютував 8 серпня 2015 року в програному (0:1) виїзному поєдинку проти «Транмер Роверз», замінивши на 68-й хвилині Бруну Андраде. Вийшовши вдруге в стартовому складі «Вокінга», Деніел відзначився дебютним голом у переможному (5:2) поєдинку проти «Честера», реалізувавши пенальті та встановив рахунок 3:0 на користь свого клубу ще в першому таймі. Тиждень по тому відзначився голом у нічийному (1:1) поєдинку проти «Боргем Вуд».
Нового наставника «Вокінга» Гар Гілла не зміг переконати у власній необхідності, тому у січні 2016 року без підписання контракту перейшов до іншого представника Національної ліги, «Веллінг Юнайтед». У футболці нового клубу дебютував 23 січня 2016 року в програному (1:2) домашньому поєдинку проти «Барроу». Кейделл вийшов на поле в стартовому складі та відіграв увесь матч. Тиждень по тому Деніел відзначився дебютним голом за «Веллінг», у нічийному (1:1) поєдинку проти «Галіфакс Таун». Після цього Деніел відзначився 2 голами у 13-и матчах, а по завершенні сезону 2015/16 років залишив команду.
Побував на перегляді в декількох клубах Національної ліги, у тому числі й у «Боргем Вуд», проте в серпні 2016 року перейшов до «Далвіч Гамлет» з Прем'єр дивізіону Істмійської ліги. Дебютував у новій команді 13 серпня 2016 року в нічийному (2:1) поєдинку проти «Садбері», в якому на 40-й хвилині відзначився голом.
28 жовтня 2016 року «Далвіч Гамлет» відправив Кейделла в оренду до «Лезергіта». Дебютував за «Лезергіт» 5 листопада 2016 року в переможному (3:1) домашньому поєдинку проти «Лавстофт Таун». Деніел вийшов на поле в стартовому складі та відіграв увесь матч. Декілька тижнів по тому відзначився двома голами в переможному (5:2) поєдинку проти «Стайнс Таун». 31 січня 2017 року отримав від «Далвіч Гамлет» статус вільного агента. Після цього підписав повноцінний контракт з «Лезергітом».

### «Дувр Атлетік»
Під час перегляду в «Дувр Атлетік» відзначився голом у переможному (3:0) поєдинку проти «Діл Таун», а вже 1 серпня 2017 року уклав з клубом договір. Дебютував у новій команді, вийшовши на заміну в переможному (1:0) виїзному поєдинку проти «Гартлпул Юнайтед». Дебютним голом за «Дувр» відзначився в переможному (2:0) поєдинку проти «Олдершот Таун». Кейделл відібрав м'яч поряд з центральною лінією поля, змістився на фланг, віддавши м'яч на Ніка Арнольда, після чого отримав від нього передачу й пробив повз Джейка Коула у дальній кут воріт, встановивши остаточний рахунок у матчі. Ця перемога вперше в історії клубу вивела «Дувр» на 1-е місце Національної ліги.
Наприкінці сезону, після 2-х голів у 39 матчах, підписав з клубом новий контракт, проте в сезоні 2018/19 років не був гравцем основного складу, внаслідок чого виступав в оренді за «Маргейт» в Істмійській лізі. По завершенні сезону отримав статус вільного агента та підисав з «Маргейт» повноцінний контракт

## Виступи за збірну
У травні 2015 року отримав дебютний виклик до олімпійської збірної Гаяни. Зіграв ще декілька матчів за олімпійську збірну Гаяни, перш ніж отримати виклик до головної збірної країни. Дебютував у футболці національної збірної Гаяни в програному (0:2) поєдинку проти Куби. У листопаді 2017 року, будучи гравцем «Дувр Атлетік», зігравши усі 90 хвилин у товариському (1:1) поєдинку проти Тринідаду і Тобаго. Зіграв у трьох з 4-х матчах Гаяни в кваліфікації Золотого кубку КОНКАКАФ 2019/20, якій вперше в історії допоміг вийти до фінальної частини змагання, де зіграв в 1-у матчі групового етапу (1:1, проти Тринідаду і Тобаго).

## Стаистика виступів

### Клубна
Станом на 30 листопада 2019
| Клуб                              | Сезон             | Ліга                              | Ліга  | Ліга | Кубок ФА | Кубок ФА | Кубок ліги | Кубок ліги | Інші  | Інші | Загалом | Загалом |
| Клуб                              | Сезон             | Дивізіон                          | Матчі | Голи | Матчі    | Голи     | Матчі      | Голи       | Матчі | Голи | Матчі   | Голи    |
| --------------------------------- | ----------------- | --------------------------------- | ----- | ---- | -------- | -------- | ---------- | ---------- | ----- | ---- | ------- | ------- |
| «Крістал Пелес»                   | 2011–12           | Чемпіоншип                        | 0     | 0    | 0        | 0        | 0          | 0          | —     | —    | 0       | 0       |
| «Крістал Пелес»                   | 2012–13           | Чемпіоншип                        | 0     | 0    | 0        | 0        | 0          | 0          | 0     | 0    | 0       | 0       |
| «Крістал Пелес»                   | Загалом           | Загалом                           | 0     | 0    | 0        | 0        | 0          | 0          | 0     | 0    | 0       | 0       |
| «Чарльтон Атлетік»                | 2013–14           | Чемпіоншип                        | 0     | 0    | 0        | 0        | 0          | 0          | —     | —    | 0       | 0       |
| «Чарльтон Атлетік»                | 2014–15           | Чемпіоншип                        | 0     | 0    | 0        | 0        | 0          | 0          | —     | —    | 0       | 0       |
| «Чарльтон Атлетік»                | Загалом           | Загалом                           | 0     | 0    | 0        | 0        | 0          | 0          | —     | —    | 0       | 0       |
| «Гейс енд Їдінг Юнайтед» (оренда) | 2014–15           | Південна Конференція              | 3     | 0    | —        | —        | —          | —          | 1     | 0    | 4       | 0       |
| «Торкі Юнайтед» (оренда)          | 2014–15           | Національна Конференція           | 7     | 2    | —        | —        | —          | —          | —     | —    | 7       | 2       |
| «Вокінг»                          | 2015–16           | Національна ліга                  | 21    | 3    | 1        | 0        | —          | —          | 1     | 1    | 23      | 4       |
| «Веллінг Юнайтед»                 | 2015–16           | Національна ліга                  | 16    | 3    | —        | —        | —          | —          | 1     | 0    | 17      | 3       |
| «Далвіч Гамлет»                   | 2016–17           | Прем'єр дивізіон Істмійської ліги | 12    | 1    | 2        | 0        | 2          | 0          |       |      | 16      | 1       |
| «Лезергіт»                        | 2016–17           | Прем'єр дивізіон Істмійської ліги | 28    | 7    | —        | —        | —          | —          | 1     | 0    | 29      | 7       |
| «Дувр Атлетік»                    | 2017–18           | Національна ліга                  | 40    | 2    | 2        | 0        | —          | —          | 3     | 0    | 45      | 2       |
| «Дувр Атлетік»                    | 2018–19           | Національна ліга                  | 16    | 0    | 2        | 0        | —          | —          | 2     | 0    | 20      | 0       |
| «Дувр Атлетік»                    | Загалом           | Загалом                           | 56    | 2    | 4        | 0        | —          | —          | 5     | 0    | 65      | 2       |
| «Маргейт» (оренда)                | 2018–19           | Прем'єр дивізіон Істмійської ліги | 6     | 4    | —        | —        | —          | —          | —     | —    | 6       | 4       |
| «Маргейт»                         | 2019–20           | Прем'єр дивізіон Істмійської ліги | 13    | 5    | 3        | 1        | 0          | 0          | 3     | 0    | 19      | 6       |
| «Маргейт»                         | Загалом           | Загалом                           | 19    | 9    | 3        | 1        | 0          | 0          | 3     | 0    | 25      | 10      |
| Усього за кар'єру                 | Усього за кар'єру | Усього за кар'єру                 | 162   | 27   | 10       | 1        | 2          | 0          | 12    | 1    | 186     | 29      |

1. ↑  Включаючи Кубок Футбольної ліги,/Кубок ЕФЛ, Кубок Істмійської ліги
2. ↑  Виступи в оловному кубку Мідлсексу
3. ↑  Матчі в Головному кубку Суррея
4. 1 2 3 4 5  Матч(і) в Трофеї ФА
5. ↑  Частину цього сезону провів в оренді в «Далвіч Гамлет».

### Голи за збірну
Рахунок та результат збірної Гаяни подано на першому місці.
| №  | Дата           | Місце                                                        | Суперник               | Рахунок | Результат | Змагання                             |
| -- | -------------- | ------------------------------------------------------------ | ---------------------- | ------- | --------- | ------------------------------------ |
| 1. | 13 жовтня 2018 | Національна академія, Провіденс'ялос, Острови Теркс і Кайкос | Острови Теркс і Кайкос | 7–0     | 8–0       | кваліфікація Золотого кубку КОНКАКАФ |
| 2. | 14 жовтня 2019 | Синтетік Трек енд Філд Фасиліті, Леонора, Гаяна              | Антигуа і Барбуда      | 1–2     | 1–5       | Національна ліга КОКАКАФ Б 2019/20   |